# Vászonkép
A vászonkép olyan művészi, festővászonra nyomtatott festményhatású kép, amelyet valamilyen fénykép, grafika vagy reprodukció alapján készítenek. Nyomathordozóként egy felülkezelt, speciális bevonattal ellátott, nyomtatható, 100%-os pamut vagy poliészter anyagból készült vásznat használnak. A vászonkép gyorsan elkészíthető, egyedi, igényes, valódi értéket képviselő dekorációja lehet otthonoknak, munkahelyeknek.
A megfelelő vászonkép elkészítéséhez nélkülözhetetlen a jó minőségű fénykép. Az elkészült vászonkép minősége, mérete nagyban függ a fotó felbontásától, élességétől, valamint attól, milyen fényviszonyok között készült.

## Nyomtatási technológia
A képek méretéből adódóan a vászonképeket nagyformátumú nyomtatóval készítik. A nyomtatás vízbázisú, Ecosolvent, solvent, UV, latex, szublimációs technológiával lehetséges. Ennek eredményeként kiváló színtartósságú, fotóminőségű nyomatok jellemzőek. Nyomtatás után a vászonképeknek 5–10 órán keresztül száradniuk kell, csak ezután kerülhet sor a fakeretre való felhelyezésre.

## A vakráma
A vászonképet fedőkeret nélküli, úgynevezett vakrámára feszítve készítik. Ez azt jelenti, hogy az oldaléleken 2–5 cm vastagságban továbbfut a kép, így a falra akasztva kiemelkedik annak síkjából, ezzel optikai csalódást okozva, egyedi 3D-s hatást keltve növeli a vászonkép térhatását.
Az oldalélekre futtatás miatt a képet kissé nagyobbra nyomtatják, így a szemből látható rész annyival kisebb lesz, amennyi az oldalélekre kerül. Akkor választják ezt a lehetőséget, ha a kép oldalsó 2–5 centiméternyi sávja nem hordoz fontos részleteket. Létezik olyan változat is, amikor egy kiválasztott szín kerül az oldalélekre, illetve van olyan fotótechnikai eljárás, amelynek segítségével kitolható a kép széle az oldalélekig.
A vakráma (más néven: ékráma, vakkeret, blindráma) fa alapanyagból készül, művészi festővászon felfeszítésére szolgál, magassága általában 2–5 cm. Ez a kép oldalának faltól való távolságát jelenti. A 2 cm-es vastagság a vékonyabb, kisebb méretű képekhez előnyös, míg a 4 cm-es egy faltól való magasabb távolságot jelent. Ez utóbbi még látványosabbá teszi a nagyméretű képeket. A vászon kiválóan feszíthető. A képeket a hátoldalukon tűzik. Nagyobb méretű vakrámáknál merevítőt is használnak, azzal stabilizálva a vásznat.